# Artiom Bożko
Artiom Władimirowicz Bożko, ros. Артём Владимирович Божко, błr. Арцём Уладзіміравіч Бажко – Arciom Uładzimirawicz Bażko (ur. 30 października 1985 w Woskriesiensku) – rosyjski hokeista.

## Kariera
- Chimik 2 Woskriesiensk (2001-2002)
- Siewierstal 2 Czerepowiec (2002-2004)
- Motor Barnauł / Motor 2 Barnauł (2004)
- Mietałłurg Sierow (2004-2006)
- Awtomobilist Jekaterynburg (2006-2007)
- Zauralje Kurgan (2007/2008)
- Jużnyj Urał Orsk (2007/2008)
- Kapitan Stupino (2007/2008)
- HK Witebsk (2008-2009)
- Chimwołokno / HK Mohylew (2009-2011)
- HK Nioman Grodno (2011-2013)
- HK Homel (2013-2015)
- HK Nioman Grodno (2015)
- Cracovia (2016)

Wychowanek Chimika Woskriesiensk. Grał w klubach rosyjskiej trzeciej klasy i drugiej ligi. Od 2008 występował w klubach białoruskiej ekstraligi. Od maja 2015 ponownie zawodniki Niomana. Posiada także paszport białoruski. Od początku stycznia 2016 był zawodnikiem Cracovii w Polskiej Hokej Lidze.

## Sukcesy
Klubowe
- Srebrny medal mistrzostw Białorusi: 2012 z Niomanem Grodno
- Złoty medal mistrzostw Białorusi: 2013 z Niomanem Grodno
- Brązowy medal mistrzostw Białorusi: 2014, 2015 z HK Homel
- Złoty medal mistrzostw Polski: 2016 z Cracovią

Indywidualne
- Ekstraliga białoruska w hokeju na lodzie (2011/2012):
  - Szóste miejsce w klasyfikacji strzelców w sezonie zasadniczym: 22 gole[3]